# Louisa Catharina Harkort

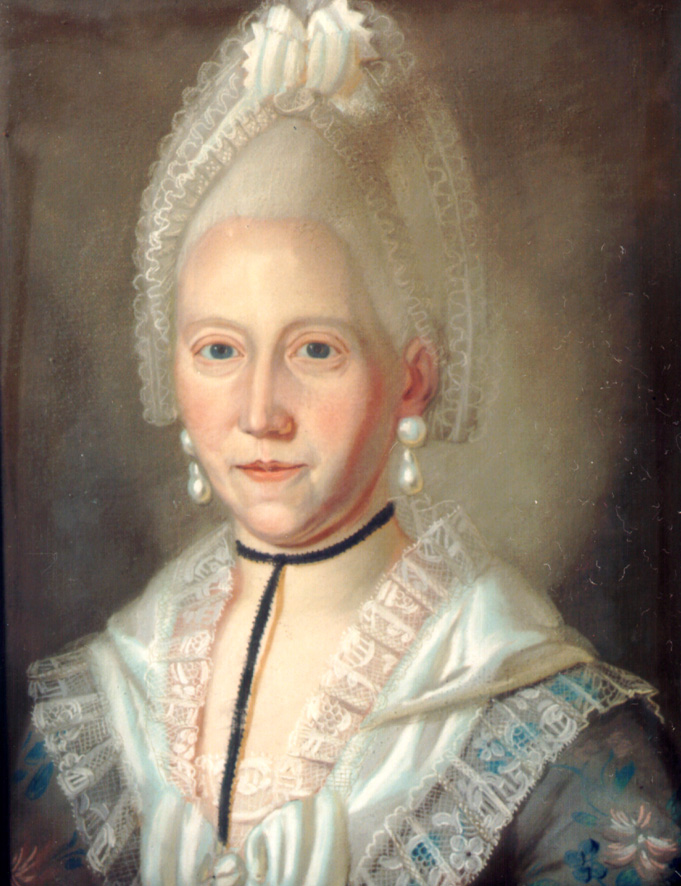
Louisa Catharina Harkort

Louisa Catharina Harkort, geborene Märker (* 2. Oktober 1718 in Hattingen; † 15. März 1795 auf Haus Harkorten, Hagen), war eine deutsche Unternehmerin.

## Leben
Louisa Märker stammte aus großbürgerlichem Elternhaus. Ihr Vater, Dr. Johannes Christopher Mercker, war ein angesehener Arzt; er war zuletzt Medizinaldirektor, hochfürstlicher Essendrischer Leibarzt der Fürstäbtissin zu Essen,  ihre Mutter die Tochter des Richters Reinermann auf Haus Schede in Herdecke. Die Ursprünge der väterlichen Familie Märker reichen bis ins 15. Jahrhundert in Hattingen zurück. Ihre Vorfahren väterlicherseits waren im Großraum Hattingen als evangelische Pastoren, Bürgermeister oder Richter tätig. Louisa wurde am Hof der Fürstäbtissin des Stiftes Essen, Franziska Christine von Pfalz-Sulzbach (1696–1776), erzogen.
Am 23. Juli 1748 heiratete sie auf Harkort den Gutsbesitzer Johann Caspar Harkort III. (1716–1760). Louisa Harkort starb im Alter von 76 Jahren und wurde am 19. März 1795 auf Harkort bestattet.

## Unternehmerische Tätigkeit
Während des Siebenjährigen Krieges erwirkte Harkort einen Schutzbrief für das „Chateau de Harikort“ wodurch sie das Gut ungehindert weiter bewirtschaften konnte.
Nach Ende des Kriegs erwarb sie die restlichen Anteile des Gut Schede, nachdem ihr Mann bereits vorher einen Teil des Guts erworben hatte. Die wachsende Konkurrenz machte einen Wandel vom Handels- zum produzierenden Unternehmen notwendig. In der Zeit von 1775 bis 1780 errichtete sie auf dem eigenen Gut und der ländlichen Umgegend fünf Hammerwerke sowie fünf Sensenhämmer. In den Betrieben wurden jährlich 65 t Eisen, 50 t Stahl und 21.000 Sensen produziert. Der Handel wurde bis nach St. Petersburg ausgeweitet.
Sie erwarb nach der Schiffbarmachung des Flusses Ruhr ein Transportboot, das ruhraufwärts Roheisen und ruhrabwärts Eisenwaren transportierte. Sie vertrat als Wittib Harkort (Witwe Harkort), nach ihrem Geburtsnamen auch die Märckerin genannt, mit großem unternehmerischen Erfolg die geschäftlichen Interessen der Familie. Sie führte das Unternehmen über mehrere Jahrzehnte und mehrte den Besitz und das Vermögen der Familie. Auch die Zeit des Siebenjährigen Krieges überstand das Unternehmen. Dabei halfen ihr auch ihre guten Beziehungen zur Fürstäbtissin von Essen. Sie verstärkte die Exporttätigkeit, baute neue Hammerwerke und erweiterte die Produktpalette. Außerdem war sie als Deputierte mehrfach Sprecherin der märkischen Wirtschaftsbürger.
Ihr Enkel Friedrich (1793–1880) wurde zu einem der führenden Pioniere der Industrialisierung im Ruhrgebiet.